# Русская полярная экспедиция
Ру́сская поля́рная экспеди́ция 1900—1902 годов была снаряжена Императорской Академией наук и имела основной целью исследование части Северного Ледовитого океана к северу от Новосибирских островов и поиск легендарной Земли Санникова. Стала первым академическим предприятием России в водах Ледовитого океана, совершённым на собственном судне. Руководил экспедицией русский геолог и полярный исследователь барон Эдуард Васильевич Толль.
Одним из сотрудников и ближайших помощников Толля был молодой учёный-исследователь, лейтенант Императорского флота Александр Васильевич Колчак, принявший в годы Гражданской войны титул Верховного правителя России и звание Верховного главнокомандующего Русской армии. Осмыслению и правдивой оценке его личности препятствовала ортодоксальная коммунистическая пропаганда, поэтому по политическим мотивам при советской власти история экспедиции радикально искажалась.
Мероприятие находилось под Высочайшим покровительством президента Академии наук великого князя Константина Константиновича.
Экспедиция была важна также и с точки зрения геополитических интересов России в Арктике, которой по праву принадлежали экономические зоны омывающих её территорию морей и которая развивала судоходство по Северному морскому пути начиная с Карских экспедиций. Все предшествующие иностранные полярные экспедиции рассматривались их организаторами также как важное национальное дело.

## Предыстория
Выпускник Дерптского университета, естествоиспытатель Э. В. Толль в 1884—1886 годах принимал участие в экспедиции учёного-полярника А. А. Бунге, исследовавшей побережье Северного Ледовитого океана от устья Лены до Яны, а также Новосибирские острова. Толль тогда обнаружил на Котельном и Большом Ляховском островах кости мамонтов, а на острове Новая Сибирь — залежи бурого угля.
Однажды в августе 1886 года в ясную погоду с северо-западных утёсов острова Котельного исследователь разглядел контуры другого — неизвестного — острова, располагавшегося в северо-восточном направлении. На расстоянии в сто с небольшим вёрст (определённом Толлем на глаз) чётко были видны обрывистый берег со столбообразными горами, координаты которых определялись приблизительно как 77°05′ с. ш. 140°14′ в. д. (по другим данным, координаты острова, определенные Толлем, составили 77°30′ с. ш. 142°20′ в. д.). Берег простирался именно там, куда указывал Яков Санников, — это была легендарная Земля Санникова, которую с тех пор стали обозначать на картах пунктирной линией. Видение неизведанного острова не давало исследователю покоя и неудержимо манило к себе.
Государь Император как-то во время очередного разговора о Земле Санникова то ли в шутку, то ли всерьёз обнадёжил смельчаков-первопроходцев: «Кто откроет эту землю-невидимку, тому и принадлежать она будет. Дерзайте, лейтенанты!».

## Высочайшее покровительство
Огромную роль в снаряжении экспедиции играла Императорская Санкт-Петербургская академия наук, и лично её президент великий князь генерал-адъютант Константин Константинович. Без ходатайств великого князя экспедиция могла и не состояться, и отнюдь не случайно его портрет украшал кают-компанию «Зари». В юности Константин Константинович был военным моряком и многие важные мелочи снаряжения мог оценивать лично и со знанием дела. Далёкий от науки, отсутствие специальных знаний он компенсировал общей культурой и вниманием к людям. Известны многие примеры его личной заботы о членах экспедиции. Именно благодаря ему Толль получил вдвое больше средств, чем первоначально планировалось: 509 тыс. рублей на март 1904 года вместо намеченных 240 тысяч. Как пишет Ю. В. Чайковский, недалеко от истины было утверждение, что Толль (и позднее по его примеру Колчак) прямо эксплуатировали обязательность президента Императорской Академии наук и не раз ставили Академию перед фактом непредвиденных расходов. Насколько можно судить по известным документам экспедиции, аппарат Академии при подготовке плавания работал слаженно и без проволочек.
Шхуна «Заря» совершала свой поход в Арктику с Высочайшего дозволения президента Императорской академии наук под его личным вымпелом. Это имело важное значение с точки зрения внимания и отношения к путешественникам со стороны организаций и отдельных лиц, в чьей власти было оказать содействие и помощь первопроходцам на их пути к берегам Восточной Сибири.

## Планирование и подготовка экспедиции
По возвращении в 1893 году с Новосибирских островов, где он снаряжал эвакуационные базы для норвежского мореплавателя Ф. Нансена, барон Толль начал активно пропагандировать план морской экспедиции в район Новосибирских островов и «Земли Санникова». В Академии наук Толль выступил с подробным докладом и заявил о необходимости «организовать экспедицию для открытия архипелага, лежащего на север от наших Новосибирских островов, и исполнить её так, чтобы результаты были и счастливы, и плодотворны». Выступал он также и в печати, и на заседаниях Русского географического и Минералогического обществ. Естествоиспытатель находил возможным достичь «Санниковой Земли» по морю в тот период, когда оно освобождается ото льда. Толль обращал внимание принимавших окончательное решение лиц на то, что результаты экспедиции будут иметь большое значение и с точки зрения национальных интересов страны, ведь исследователь хотел положить начало плаваниям пароходов из Карского моря в сибирские реки и до самого Берингова пролива, предотвратить иностранную экспансию на северо-востоке Евразии и способствовать положительному решению вопроса о плавании по Северному морскому пути. Толль, будучи большим патриотом, с сожалением отмечал, что американцы и скандинавы заняли нишу арктических первопроходцев: «Я уверен, что если мы не возьмёмся за это дело, то не пройдёт и двух-трёх лет, как отнято будет у нас последнее поле действий на севере от сибирского берега до Земли Санникова». В итоге ему удалось убедить Академию наук в необходимости послать экспедицию на восток от Таймыра для разведывания морского пути к Берингову проливу. Ему помогли ставшие известными сведения, что эту же цель в то время преследовали американцы. А канадский исследователь Бернье прямо заявлял, что во время следующей ледовой экспедиции Земля Санникова станет его опорной базой. «Неужели мы допустим, чтобы эти выскочки нас опередили?» — такой аргумент слышался в его обращениях к начальству. С ним был солидарен и патриарх российской географии Семёнов-Тян-Шанский: «Недалеко уже то время, когда честь исследования… Земли Санникова будет предвосхищена скандинавами или американцами, тогда как исследование этой земли есть прямая обязанность России». Была ещё одна важная причина, о которой широкой публике предпочитали не сообщать. Ещё американский полярный исследователь Дж. Делонг обнаружил на острове Беннетта залежи бурого угля. Барон Толль считал, что угленосные пласты острова Новая Сибирь простираются до Беннетта и дальше — до гипотетической Земли Санникова. Этот фактор был очень важен с геостратегической точки зрения: суда, идущие из Архангельска во Владивосток Северным морским путём, могли бы пополнять запасы угля в середине своего пути, а военные корабли получали бы возможность огибать Чукотку и достигать Владивостокского порта не вокруг Африки, а кратчайшим и практически внутренним российским путём. Сторонником этой идеи был адмирал С. О. Макаров.
Проект долгое время не утверждался, поскольку был довольно дорогим, однако дело сдвинулось с мёртвой точки в 1899 году, когда 31 декабря император Николай II согласовал снаряжение экспедиции «для исследования земли Санникова и других островов, расположенных за Новосибирским архипелагом», утвердив одновременно Толля её начальником.
На подходящем судне предполагалось летом 1898 или 1899 года пройти, минуя Карское море и мыс Челюскин, до удобного места зимовки в устье Лены. Следующим летом планировалось совершить поход на север на усть-ленских собачьих нартах, найти terra incognita в августе и высадить экспедицию с 2-летним запасом продовольствия. На обратном пути часть путешественников должна была соорудить продовольственный склад на острове Котельный «на случай неудачи плавания следующего года» и вернуться на материк; группе оставшихся на Земле Санникова ставилась задача возвести дом для зимовки и проводить в течение года различные научные исследования; другая группа должна была построить доставленное на судне домище для зимовки. Весной и летом 3-го года экспедиции предполагалось проводить исследования на острове Беннетта и летом же, на вторично пришедшем из устья Лены судне, обойдя Новосибирские острова с востока, вернуться на базу в устье Лены. Согласно окончательному плану, в навигацию 1903 года, после исследования Новосибирских островов, экспедиция должна была двинуться на восток, обогнуть мыс Дежнёва и, пройдя через Берингов пролив, закончить свой путь во владивостокской бухте Золотой Рог. Кроме основной, снаряжалась и вспомогательная экспедиция, аналогичная по назначению предыдущей экспедиции Толля, когда он закладывал склады для Нансена. Теперь такие же склады следовало заготовить для экспедиции самого Толля — на Новосибирских островах. Продовольственные запасы делались из расчётов на 3,5 года. В целом всё описанное комплексное мероприятие получило название Русской полярной экспедиции.
Мысль о снаряжении полярной экспедиции поддержали многие русские учёные: Ф. Б. Шмидт, А. П. Карпинский, Ф. Н. Чернышёв, М. А. Рыкачёв, Д. И. Менделеев, С. О. Макаров, Н. М. Книпович, П. П. Семёнов-Тян-Шанский и другие. В Императорском Географическом обществе выступил в апреле 1898 года с поддержкой идеи Толля и Ф. Нансен. Экспедиция обещала дать результаты колоссальной важности, ажиотаж вокруг предприятия усиливался с каждым днём, поэтому никого не удивило ассигнование 240 тыс. рублей на экспедицию по Высочайшему повелению. После того, как планом заинтересовался великий князь Константин Константинович, в начале 1899 года была создана под председательством академика Ф. Б. Шмидта в составе известных учёных и руководителей различных морских и научных ведомств Комиссия по снаряжению Русской полярной экспедиции. В июле 1899 года были получены из казны первые деньги — на покупку судна. Кроме государственных ассигнований, вызвавшее большой энтузиазм по всей стране предприятие барона Толля получало поддержку от различных учреждений и просто состоятельных граждан.
Корабль, на котором мореплавателям предстояло совершить свой морской поход, прежде был тюленебойным судном, использовавшимся для промысла тюленей близ Гренландии. «Харальд Харфагер», однотипный с норденшёльдовской «Вегой» парусный барк с паровым двигателем, был на предоставленные русским правительством средства куплен в Норвегии, переоборудован под новые задачи (усилен ледовый пояс, установлены паровые лебёдки, ввиду малочисленности команды была демонтирована часть парусного оборудования и прямые паруса оставались лишь на фок-мачте) и превратился с точки зрения парусного вооружения в шхуну-барк, или баркентину. По совету президента Императорской академии наук барк переименовали в шхуну «Заря». Во многих исследованиях и документах судно также называется яхтой, так как оно ходило под флагом Невского яхт-клуба. Это судно Фритьоф Нансен рекомендовал Толлю как подобное его знаменитому «Фраму». Нансен, строивший свой «Фрам» на той же самой верфи, писал Толлю в письме:

Пусть льды никогда не расходятся под вашими санями, пусть «Заря» находит свободную воду, чтобы могли с полным успехом вернуться к себе на родину. Как я буду рад опять пожать Вам руку. До скорого свидания. Ваш преданный друг Ф. Нансен.
Оборудование для проведения гидрологических исследований заказали в Англии, Швеции и России. В письме А. В. Колчака от 20 марта 1900 года в Лондон по поводу заказа гидрологического оборудования содержалась просьба прислать его «как можно скорее, поскольку мы должны быть готовы к концу апреля». Упущением было по́зднее начало организации гидрологической службы экспедиции: единственный гидролог экспедиции Колчак приступил к делам не ранее середины февраля, причём отметил, что до него «относительно… гидрологии и снаряжения, касающегося её, пока ещё ничего не было сделано». Удивительно, как он всё же успел войти в курс дел, что-то заказать и получить. (Нансен в похожей ситуации так и не смог найти геолога.) Колчак проследил, чтобы заказываемое оборудование отвечало условиям работы на больших глубинах. Для работы на глубине Русская полярная экспедиция была снаряжена лучше нансеновской Норвежской полярной экспедиции. Колчак позднее отметит: «ни разу за всё время мы не испытывали увеличения трудностей плавания от недостатков или неимения каких-либо инструментов или приборов». С точки зрения отечественной океанологии, «Заря» ознаменовала начало нового этапа в этой науке: это было первое в России научно-исследовательское судно для проведения морских комплексных исследований, полностью переоборудованное для выполнения специальных работ в арктических условиях.
Лейтенант Колчак, на которого Толль в числе прочего возложил магнитометрические наблюдения, незнакомый с данным видом научных работ, прошёл специальный курс и практику в Главной физической обсерватории (Санкт-Петербург) и Павловской магнитно-метеорологической обсерватории, а также совершил командировку в Норвегию для консультации с Ф. Нансеном, в течение некоторого времени проходил у него стажировку, после чего по поручению барона Толля ездил в Москву и Архангельск с целью завершения комплектования команды, встречался с губернатором Архангельска, посетил Онегу, другие поморские места. В результате Колчаку удалось нанять троих человек, одного из которых — Семёна Евстифеева — Толль признал впоследствии своим лучшим матросом.

## Команда
Барон Толль лично подбирал участников для экспедиции, список был утверждён приказом по Академии наук от 8—10 марта 1900 года.
В научном отряде экспедиции участвовали:
1. барон Э. В. Толль — начальник экспедиции, геолог, зоолог.
2. Н. Н. Коломейцев — лейтенант, командир «Зари». Опытный участник экспедиций в Белое море, в устье Енисея.
3. Ф. А. Матисен — лейтенант, помощник командира и старший офицер[27] судна. Геодезист, картограф, минералог, метеоролог и фотограф экспедиции[28][27]. Принимал участие в экспедиции на Шпицберген в 1899 году.
4. А. В. Колчак — лейтенант, второй офицер шхуны «Заря»[27], гидрограф, гидролог, магнитолог, гидрохимик, топограф и картограф. Плавал в Тихом океане, проводил гидрологические и гидрохимические исследования в Японском и Корейском морях, выверял карту течений. Был приглашён в экспедицию Э. В. Толлем, обратившим внимание на научные работы лейтенанта по океанографии[12].
5. А. А. Бялыницкий-Бируля — старший зоолог и фотограф, сотрудник Зоологического музея Императорской Академии наук. Принимал участие в экспедиции на Шпицберген в 1899 году. Работал на Соловецкой биологической станции, изучал морскую фауну Белого моря.
6. Ф. Г. Зееберг — кандидат физико-математических наук, астроном и магнитолог.
7. Г. Э. Вальтер — доктор медицины, врач-бактериолог и второй зоолог экспедиции, специалист в области бактериологии, в 1899 году принимавший участие в научно-промысловой экспедиции близ Мурманского побережья и Новой Земли.
8. К. А. Воллосович — геолог.
9. О. Ф. Ционглинский — студент, политический ссыльный.
10. М. И. Бруснев — инженер-технолог, политический ссыльный.
11. В. Н. Катин-Ярцев — врач, политический ссыльный.

Троим офицерам Русского флота — Коломейцеву, Матисену и Колчаку — наравне с выполнением научных работ предстояло нести и службу строевых офицеров и нести штурманские вахты, так как большая часть команды «Зари» состояла из матросов военного флота.
Команда шхуны состояла из 13 человек, в том числе:
1. Н. А. Бегичев — боцман.
2. Эдуард Огрин — старший механик.
3. Семён Евстифеев — матрос рулевой.
4. В. А. Железников — рулевой старшина.
5. Алексей Семяшкин — матрос рулевой. Заменён впоследствии П. Стрижёвым.
6. Иван Малыгин — матрос рулевой. Заменён впоследствии С. Расторгуевым.
7. Николай Безбородов — матрос рулевой.
8. С. И. Расторгуев — каюр, матрос рулевой.
9. Пётр Стрижёв — каюр, матрос рулевой.
10. Сергей Толстов — матрос рулевой.
11. Эдуард Червинский — второй машинист.
12. Иван Клуг — старший кочегар.
13. Гавриил Пузырёв — второй кочегар.
14. Трифон Носов — третий кочегар.
15. Фома Яскевич — повар.

Вспомогательная экспедиция под руководством геолога К. А. Воллосовича состояла из 11 человек, в числе которых были двое политических ссыльных — О. Ф. Ционглинский и М. И. Бруснев.

## Последние приготовления
В январе в норвежский порт Ларвик отправился Коломейцев — для наблюдения за переоборудованием помещений и рангоута «Зари». Примерно 10 апреля, когда собралась вся команда, Колчак и Матисен с нижними чинами отправились по Финляндской железной дороге через Гангсуд в Стокгольм, затем через Кристианию в норвежский городок Ларвик, где на эллинге известного судостроителя Колина Арчера проходила переоборудование «Заря». В течение трёх недель судно было проконопачено и покрыто тиром. По выходе из дока была обнаружена небольшая течь. Этому обстоятельству не придали значения, связав его с только что проведённым проконопачиванием. Из Ларвика «Заря» проследовала в Кристианию, где взяла на борт уголь и заказанное научное снаряжение. По совету Толля Колчак разыскал здесь Нансена, съездил в его научную лабораторию и изучил нансеновские методы гидрологических исследований, ознакомился с новейшими океанографическими приборами профессора Хирта. Нансен, в свою очередь, побывал на «Заре». В начале мая 1900 года лейтенант флота Н. Н. Коломейцев и лейтенант флота А. В. Колчак привели шхуну из Бергена в Санкт-Петербург, забрав по пути из Мемеля начальника экспедиции барона Э. В. Толля. Пришвартовались на Неве — близ Николаевского моста — напротив здания Морского корпуса, выпускниками которого были все три офицера экспедиции. Им предстояло начать своё дальнее путешествие прямо от стен своей Альма-матер. В Петербурге незавершённые судовые работы, проводившиеся на «Заре» по дороге из Кристиании, продолжались.
Перед самым началом экспедиции Толль получил от Нансена пакет с документацией и материалами по сибирской Арктике: координаты отдельных островов, рукой Нансена сделанный набросок бухты Колина Арчера, где скандинав советовал Толлю перезимовать, рекомендации уточнить расположение долин рек северо-восточной части Таймыра и наличие их следов на морском дне, что могло объяснить происхождение огромного сибирского подводного плато-шельфа. Также Нансен рекомендовал изучить встречающееся только в Северном Ледовитом океане явление «мёртвой воды», когда вслед за кораблём над тяжёлым слоем солёной воды образуется затрудняющая движение волна опреснённой воды. Вот эту «мёртвую воду» и предстояло изучать лейтенанту Колчаку. Материалы, касающиеся этого интересовавшего Нансена вопроса, Толль сразу передал гидрографу экспедиции, чтобы тот подумал над ними и взял в экспедицию все необходимые для соответствующих исследований приборы.
Каждый день к судну подвозили различные грузы, которые аккуратно размещались на борту: приборы, инструменты, аппаратура, биологические сети, тралы, батометры, морские карты, пособия для плавания, продовольствие и т. д. Но главным грузом, от которого зависела экспедиция во всём (дальность плавания, обогрев, приготовление пищи), было топливо — уголь. Ответственным за поставку и приёмку грузов был А. В. Колчак.
29 мая готовящуюся к отправлению шхуну посетил Николай II. Этот визит так описал командир судна:

29 мая мы были осчастливлены Высочайшим посещением Государя Императора. Его величество подробно осматривал «Зарю» и в конце обратился к начальнику экспедиции барону Толлю с милостивым вопросом, не нужно ли чего-нибудь для экспедиции. А нужда была обстоятельная. Нам не хватало угля. Вследствие монаршей милости уголь нам отпущен из складов морского ведомства, так же как и много материалов, которых нельзя было достать в продаже. Морское ведомство открыло нам свои магазины, чем мы и воспользовались.
Через несколько дней на судне побывал и покровитель экспедиции — президент Академии наук великий князь Константин Константинович. Перед самым отплытием в Академии наук состоялось заседание под его председательством, на котором присутствовали Толль, Коломейцев и Колчак.

## Ход экспедиции

### Первая навигация
8 июня 1900 года путешественники отчалили от пристани на Неве. Командир шхуны Коломейцев под восторженные крики провожавших (в основном родных полярников и представителей научной общественности) и звуки оркестров провожающих «Зарю» судов искусно прошёл мимо множества других кораблей, лодок, вельботов, не прибегая к помощи буксира. Судно взяло курс на Кронштадт, где экспедицию встречал главный командир порта и военный губернатор города адмирал С. О. Макаров, пригласивший Толля на обед. Макаров в дружеской беседе поделился с Толлем своим опытом и дал ряд ценных советов. «Кронштадтский вестник» позже писал, что С. О. Макаров, в числе прочего, заметил, что из-за своего мягкого характера Толль окажется в походе «в качестве буфера между офицерами, учёными и командой». Затем Макаров с супругой посетили «Зарю» и на ней проводили экспедицию до выхода на рейд. В Кронштадте на борт был догружён уголь высшего качества, хронометры и взрывчатые вещества; для команды были закуплены книги, театральные пьесы.
Первая небольшая поломка случилась ещё в водах Финского залива. Её исправлением занялись в Ревеле. Здесь же Толль сошёл с судна, переправился через залив и поездом отправился в Кристианию, где решил ещё раз посоветоваться с Нансеном. Далее руководитель экспедиции выехал в Берген, куда уже подошла «Заря», и вновь взошёл на борт «Зари». Отсюда и до выхода из норвежских шхер близ Тромсё судно вёл специально нанятый лоцман. Здесь на борт было догружено доставленное от Нансена гидрологическое и гидрохимическое оборудование, приборы для измерения направления и скорости течения, батометры Тимченко, глубоководные термометры, а также 1500 пудов сушёной рыбы для собак и 50 т угля. В Тромсё около недели было потеряно в связи с ожиданием запаздывавших из Англии угольных брикетов. За это время один из матросов — Малыгин — на берегу устроил пьяный дебош и оказался в полицейском участке. Матроса решили списать на берег в первом же русском порту. Другой матрос Алексей Семяшкин заразился в Норвегии венерическим заболеванием и также, согласно заключению доктора Вальтера, должен был быть списан на берег.
10 июля шхуна миновала мыс Нордкап и оказалась в открытых арктических водах. 11 июля путешественники вошли в Екатерининскую гавань Кольского залива и встали на рейде Александровска-на-Мурмане для погрузки угля. Экспедицию встречали сотрудники зоологической станции с крупнейшим гидробиологом России Н. М. Книповичем, членом комиссии по организации Русской полярной экспедиции. Учёный передал путешественникам ихтиологическое оборудование и карты глубин ряда морских акваторий и предложил желающим выйти на судне научно-промысловой экспедиции Книповича «Андрей Первозванный» в море для производства гидрологических и зоологических работ, чем и воспользовались Толль, Колчак и Бируля. Во время этой стоянки в связи с поведением на берегу матросов, отмечавших списание двух своих коллег на берег, между Толлем и Коломейцевым произошла первая крупная стычка: Коломейцев в сердцах заявил Толлю, что в повиновении команду можно удержать лишь при помощи телесных наказаний (уже давно отменённых на флоте) — отношения учёного-гуманиста и строевого офицера не сложились изначально. Они ссорились ещё в Петербурге из-за разграничения обязанностей (Коломейцев пытался получить у президента точную инструкцию о своих полномочиях, но успеха не имел). Непонимание возникло также сразу после постановки вопроса о том, под каким флагом должна идти в поход «Заря»: под гражданским трёхцветным, либо военным Андреевским. Проблема была психологического порядка: Толль не учёл, что офицер, назначенный командиром судна, согласно Морскому уставу будет считать себя командиром, капитаном и требовать соответствующего к себе отношения со стороны пассажиров. Толль же видел в судне лишь транспортное средство, а его командир был для начальника экспедиции лишь «разновидностью извозчика», которому полагается везти туда, куда указывает пассажир. При этом «извозчик» запрещал Толлю заходить в рубку, считая, что у того «чёрный глаз» и с судном постоянно что-то случается при его появлении. В результате конфликта Толль заявил о списании Коломейцева с судна, а тот — о своём нежелании дальше работать в экспедиции и передаче своих обязанностей Матисену. Колчак, также относившийся весьма требовательно к команде и редко бывавший довольным её дисциплиной, попытался уговорить противников помириться, однако его усилия себя не оправдали. Тогда лейтенант пошёл к Толлю и попросил списать его на берег вместе с Коломейцевым. Экспедиция, однако, не могла продолжаться только с одним офицером, отношение Толля к ультиматуму Колчака осталось неизвестным. К утру следующего дня Вальтер и Зееберг смогли помирить двух руководителей экспедиции, хотя примирение выглядело непрочным в силу слишком большой разницы в характерах «впечатлительного и нервного Толля» и «грубоватого и далёкого от науки Коломейцева». Руководитель экспедиции, в отличие от офицеров, был одинаково ровен как со своими ближайшими коллегами, так и с командой, своим примером старался способствовать согласию между кают-компанией и кубриком.
Утром на борт приняли 60 ездовых собак с двумя каюрами — Петром Стрижёвым и Степаном Расторгуевым, взятыми в экспедицию вместо списанных матросов. В обстановке конфликта начальника экспедиции и командира «Зари» проходила вся первая половина экспедиции.
18 июля после обеда и погрузки 60 ездовых собак, доставленных из Сибири, на судно, получившее после погрузки угля осадку в 18½ футов, путешественники покинули Екатерининскую гавань — поморское селение, которое послужило точкой старта для их броска к Земле Санникова. На следующий день гидрограф Колчак, выполнявший весь комплекс гидрологических исследований, и зоолог Бируля, занимавшийся биологической программой, провели первую гидролого-зоологическую станцию. В работе Колчаку помогали боцман Бегичев и матрос Железников, тянувшиеся к молодому учёному. Несколько дней судно шло при слабом ветре и по спокойному морю. Однако вблизи острова Колгуева началось волнение, и палубу вместе с размещёнными на ней собаками часто заливало водой.
22 июля «Заря» миновала северную оконечность Колгуева. 25 июля подошли к острову Вайгач. На мысе Гребень была назначена встреча со специально купленной для целей экспедиции поморской шхуной, которая должна была доставить уголь из Архангельска в пролив Югорский Шар. Однако шхуна, получившая повреждение при встрече со льдом после прохождения Колгуева, не пришла, и Толль принял решение её не дожидаться и как можно скорее обогнуть самую северную точку Евразии мыс Челюскин, что, по расчётам, позволяло экспедиции зазимовать на восточном Таймыре — наименее изученной территории на всём Северном морском пути. В крайнем случае, если до конца навигации мыс пройти не успевали, оставался вариант зимовки на гораздо более изученном западном Таймыре. Однако, как писал впоследствии А. В. Колчак, «этот случай подтверждал известие, полученное в Тромсё от промышленников, что в этом году Ледовитый океан по состоянию льда крайне неблагоприятен для плавания».
Пролив Югорский Шар был почти свободен ото льда, что только укрепило Толля в принятом решении, и в этот же день, 25 июля, судно вышло в Карское море. Однако уже к вечеру на пути стали всё чаще попадаться поля битого льда. На следующий день корабль попал в ледовую ловушку, выбраться из которой оказалось очень непросто, несмотря на то, что «Заря» показала себя очень прочным и манёвренным судном. Путешественники были вынуждены отклоняться от маршрута всё сильнее на юг, обходить поля льда. Вскоре мореплавателям открылся вид на полуостров Ямал.
30 июля увидели на горизонте очертания Кузькина острова. У острова Диксон решили сделать 3-дневную остановку для отдыха и чистки котлов судна. На острове путешественников встретила стая непуганых белых медведей, на которых охотникам удалось поохотиться и сделать впрок запасы провизии.
5 августа мореплаватели взяли курс в направлении Таймырского полуострова. Приходилось забираться всё севернее, ледовая обстановка становилась труднее с каждым днём. С приближением к Таймыру плыть в открытом море стало невозможно. Борьба со льдами приняла изнурительный характер. Двигаться удавалось исключительно по шхерам, однако плавание по неглубоким и совершенно не исследованным проливам среди шхер Минина было ещё труднее: несколько раз «Заря» садилась на мель или оказывалась запертой в бухте или фьорде. Был момент, когда собрались уже останавливаться на зимовку, простояв 19 дней кряду в заливе Миддендорфа, который первоначально Толлем был принят за Таймырский пролив. Путешественники могли наблюдать, как пустеет вдоль их пути тундра. В ночь с 3 на 4 сентября команда «Зари» впервые наблюдала северное сияние. Вскоре моряки заметили впереди огонь и решили, что это «Ермак» пробился напролом к Северному полюсу, согласно известной лекции и призыву адмирала Макарова. Приглядевшись сквозь туман к далёкому пурпурному огоньку, Зееберг понял, что вахтенный увидел Венеру.
9 сентября во время стоянки в заливе Толль распорядился устроить на близлежащем берегу небольшой продуктовый склад, предполагая, что он может понадобиться во время исследования побережья Таймыра ближайшей зимой. Но сам им не воспользовался. Вот как он описал об этом в своём дневнике:

Здесь я велел зарыть ящик с 48 банками консервированных щей, запаянный жестяной ящик с 6 кг сухарей, запаянный жестяной ящик с 6 кг овсянки, запаянный ящик, содержащий около 1,6 кг сахару, 4 кг шоколада, 7 плиток и 1 кирпичик чаю. Яма была засыпана глиной и камнями и обозначена деревянным крестом.

Следующими посетителями этого склада Толля стали советские полярники, отыскавшие его спустя 73 года. В 1973 году в ходе научно-спортивной экспедиции «Комсомольской правды» под руководством Д. Шпаро отрядом Ю. И. Хмелёвского на мысе Депо (75°53′ с. ш. 92°56′ в. д.) в западной части полуострова Заря был найден этот исторический склад. В следующем году к месту находки была послана совместная научно-исследовательская экспедиция Минпищепрома СССР,  Госрезерва СССР и «Комсомольской правды». Члены экспедиции привезли на исследование в Москву кубический жестяной ящик, поднятый из вечной мерзлоты, в котором оказалось 6 кг овсяной крупы. Проведённые исследования показали, что, несмотря на возраст в 74 года, крупа отлично сохранилась. К находке на Таймыре проявили большой интерес пищевики и специалисты по длительному хранению продуктов. Частично продукты, изготовленные в 1900 году, были вывезены со склада экспедиции Толля, частично оставлены для дальнейшего хранения до 1980, 2000 и 2050 годов, продолжая эксперимент невольно начатый Толлем. Дополнительно к продуктам конца XIX века на глубину 1,5 метра были заложены образцы продуктов, изготовленных в 1974 году в СССР. И в дальнейшем, в ходе нескольких дальнейших экспедиций, продолжались операции по частичному изъятию исторических продуктов для последующего изучения и добавлению к ним современных.
Но и вырвавшись из ледового плена залива Миддендорфа, далеко путешественники продвинуться не смогли: после прохода через названный Толлем именем Фрама пролив между островом Нансена и полуостровом Таймыр, выяснилось, что в Таймырском проливе лёд не взломан. «Заря» упёрлась в перемычку из сплошного льда в том же самом месте, где в 1893 году был остановлен льдами «Фрам». В течение сентября Колчак несколько раз совершал поездки на катере к ледяному барьеру, осматривал и изучал лёд, но никаких признаков какой-либо возможности скорого продолжения движения дальше не появлялось. Первая часть экспедиции подошла к концу.

### Зимовка на Западном Таймыре
22 сентября 1900 года экспедиция остановилась на зимовку на рейде (76°08′ с. ш. 95°06′ в. д.) в небольшом проливе (позже пролив получит название Заря в честь экспедиционного судна) между островом Боневи и материком в нескольких километрах восточнее бухты Колина Арчера. Где и простояла до 12 августа 1901 года. Начало зимовки отметили пирушкой: в кают-компании пили шампанское и коньяк, команда наслаждалась пивом.
Обосновавшаяся на Таймыре экспедиция была полностью отрезана от цивилизации. Вскоре «Заря» совершенно вмёрзла в лёд. Однако участники экспедиции продолжали начатую в пути исследовательскую работу. На берегу была оборудована метеорологическая станция, потолком и стенами для которой стали служить паруса. Станцию с судном соединили телефонным проводом. Было организовано и круглосуточное дежурство, показания приборов дежурный снимал раз в час. Согласно строгому распорядку около 7 часов утра он будил Матисена, проводившего метеорологические наблюдения, а в 8 утра передавал дежурство своему сменщику. В кают-компании на завтрак собирался научный состав экспедиции, с некоторым опозданием, но не позднее 9 утра появлялись Толль и Колчак. После завтрака Зееберг шёл на небольшой остров вблизи судна — остров Наблюдений — где строился снежный домик для наблюдателей со стенами и потолком из парусины с керосиновой печью, поддерживавшей температуру от 0 до + 3 градусов, и устанавливались магнитные инструменты. Вскоре он начал работать с унифуляром. Метеорологическими наблюдениями на острове Наблюдений занимался с 9 ноября 1900 г. по 17 апреля 1901 г. лейтенант Матисен. Гидрологическими исследованиями полностью заведовал лейтенант Колчак, установивший на левом борту шхуны приливомер для изучения уровня моря. Колчак контролировал ежечасный отсчёт прилива, также занимался гидрохимическими исследованиями, топографическими работами, проводил маршрутную съёмку и барометрическое нивелирование, а во время ночей с ясным небом определял широты и долготы различных географических объектов. На долю Колчака вообще выпало немало научной работы: помимо несения ходовых вахт и описанных выше работ, лейтенант ещё занимался промерами глубин, брал пробы воды, осуществлял магнитные наблюдения, составлял подробное описание берегов и островов Ледовитого океана, изучал состояние и развитие морских льдов. Во время зимовки на Таймыре Колчак также составил карту рейда «Зари» и сделал топосъёмку вокруг места стоянки судна, продолжив проведение научных наблюдений на берегу. Также лейтенант, отличавшийся глубокой и искренней религиозностью, выступал в роли священника в проводившихся по праздникам богослужениях, состоявших из чтения и пения молитв.

Арктическая зимовка — очень трудный период в любой полярной экспедиции: походники раздражены, у всех нервы на пределе, сказываются световой, витаминный, «информационный» голод. Однако, благодаря командиру судна лейтенанту Коломейцеву, жизнь на судне была подчинена строгому распорядку. Начальник экспедиции стремился подстроить этот график под цели научных исследований. В результате конфликт начальника экспедиции и командира судна обострился до крайности, а Колчак — понимавший с одной стороны правоту командира корабля, а с другой, что целью похода является дело науки, и строевой уклад не может быть при таких условиях самоцелью — оказался между двух огней. Возможно, отмечает историк Черкашин, лейтенант Коломейцев именно поэтому с горечью отмечал в своём дневнике, что Колчак «на всякую работу, не имеющую прямого отношения к судну, смотрит как на неизбежное зло, и не только не желает содействовать ей, но даже относится к ней с какой-то враждебностью». А вот Толль всё больше хвалил Колчака и отмечал: «Колчак не только лучший офицер, но он также любовно предан своей гидрологии… Научная работа выполнялась им с большой энергией, несмотря на трудность соединить обязанности морского офицера с деятельностью учёного». Лейтенант Матисен при этом смотрел на барона Толля так же, как и командир шхуны Коломейцев, но не высказывался по этому поводу вслух.
Норденшёльду и Нансену в своё время удавалось миновать мыс Челюскин до зимовки. Русская полярная экспедиция барона Толля в 1900 году встретила гораздо большие препятствия: в плане распространения льдов этот год оказался крайне неблагоприятным, и «Заре» пришлось идти вплотную к совершенно не обследованным берегам западного Таймыра, а поэтому к проблемам с массами льда добавлялись затруднения, связанные с полнейшим отсутствием гидрографических исследований данной местности. Толлю, в отличие от его предшественников, не удалось выполнить свой план доплыть в первую же навигацию до малоисследованной восточной части полуострова Таймыра, что спутало весь ход экспедиции и повлекло в конечном счёте её трагический исход. Русская экспедиция попала в ситуацию, когда юго-западные ветры угоняли далеко в океан тёплые воды больших сибирских рек, при этом из океана к сибирским берегам подходили многолетние льды. Чтобы не терять времени, Толль задумал добраться на восток Таймыра через тундру, для чего надо было пересечь полуостров Челюскин. Этот поход был назначен на весну 1901 года. Задача осложнялась отсутствием расположенного на этом пути склада, а без него добраться до восточного берега на собаках было невозможно. Склад решено было заложить, не дожидаясь наступления полярной ночи. В поездку на двух тяжело нагруженных нартах собрались четверо: Толль с каюром Расторгуевым и Колчак с кочегаром Носовым. Как пишет Н. А. Черкашин, в эти изнурительные пешие и санные походы барон Толль отправлялся не только с целью сбора геологических образцов, но и чтобы не оставаться на шхуне в гостях у её командира Коломейцева.
10 октября, погрузив на сани 864 кг груза, Толль с товарищами отправились в первое путешествие к заливу Гафнера. Ездоки двигались лишь в дневное время по 3—4 часа в сутки. Морозы стояли крепкие, ниже 30 градусов. В палатке было −20, ночевали в спальных мешках.

15 октября Толль и Колчак добрались до залива Гафнера и у высокой скалы заложили склад с провизией для запланированного весеннего похода отсюда вглубь полуострова. Перед самым отъездом на базу Толль видел куропатку и двигавшегося к югу оленя. Предположение о том, что олень перебирается на зимовку с какой-то более северной земли, вдохновило Толля, у которого из головы так и не выходила «Земля Санникова». Обследование залива Гафнера и восточной части полуострова Таймыр было сопряжено с серьёзнейшими трудностями и смертельным риском, но оно дало важные научные результаты. Колчаку, производившему по дороге астрономические уточнения ряда точек, удалось внести существенные уточнения и исправления в старую карту, сделанную по итогам экспедиции Нансена 1893—1896 годов. Исследователи на пути к заливу выполнили детальную маршрутную съёмку, уточнили истинные размеры и форму Таймырской губы — береговая линия западного Таймыра на картах приобрела совершенно иные очертания. Полярники также описали острова и полуострова Таймырского залива, определили координаты полуострова Короля Оскара. Толль записал: 
Судя по времени пребывания в пути, мы проехали на восток 28 км. Таким образом, к моему немалому удивлению, оказалось, что ширину Таймырского залива нужно сократить вдвое по сравнению с принятой Нансеном; следовательно, он [залив] имеет форму фьорда.
Через 9 дней путешественники вернулись на базу. На следующий день от возвращения Толля и Колчака началась полярная ночь, теперь светало только на пару часов, не было видно ни Солнца, ни теней. Ноябрь и декабрь 1901 года запомнились зимовщикам постоянной сильной пургой. 16 декабря в пурге заблудился Зееберг, который вышел из ледяного домика и не смог найти в условиях ветра, дувшего со скоростью 12—14 м/с при —30 градусах, дорогу в сторожку. Полностью потерявшего ориентировку астронома спасло, что его крики услышал доктор Вальтер и дал из сторожки свет керосиновым прожектором. Температура снаружи снежной лаборатории обычно была ниже 30 градусов, в лаборатории поддерживался режим от −2 до +3 °C. В кают-компании обычной температурой стали +8 градусов.
Большинство членов экспедиции коротали время за чтением литературы о полярных станциях. Иногда после вечернего чая в кают-компании заводили новинку техники, привезённую Толлем из Ревеля, — фонограф, воспроизводивший романсы. Старший машинист Огрин развлекал членов команды пением и игрой на цитре и гармонике. Наступившее Рождество внесло оживление в однообразную жизнь полярников. В Крещенский сочельник был открыт ящик с подарками президента Императорской академии наук с надписью «Вскрыть на Рождество 1901 г.», в котором находилось несколько бутылок рома, вина, коньяка, подписанные пакеты с рождественскими сувенирами для каждого из членов экспедиции. В феврале 1901 года лейтенант Колчак сделал для всех доклад про Великую северную экспедицию, а Бируля рассказывал про природу стран, находящихся близ Южного полюса. Охотники не расставались с надеждой выследить дичь. Несмотря на хорошее обеспечение экспедиции продовольствием (но недостаточно богатое неизвестными ещё в то время науке витаминами), во время зимовки у четырёх человек были выявлены признаки цинги, однако оперативные меры доктора Вальтера помогли победить болезнь.
Бесконтрольная власть начальника экспедиции едва не погубила Коломейцева и казака Расторгуева, вскоре после праздников начавших приготовления к походу для организации угольного склада и доставки почты к ближайшему населённому пункту. Задание это было только предлогом для списания с судна его командира. Дело в том, что во время зимовки в отношениях между Толлем и Коломейцевым возникли новые проблемы: командир судна заявил начальнику экспедиции, что он должен постоянно располагать на судне обоими офицерами, потребовав отмены дежурств учёных по судну как противоречащих Морскому уставу. Уставу противоречил и тот факт, что матросы вместо обращения «Ваше Высокоблагородие» стали звать учёных просто по имени и отчеству. Это было важно Толлю для сплочения делающего одно дело коллектива, однако Коломейцев примириться с таким положением дел не мог, и его чувство неприязни к Толлю росло с каждым днём. Толль же не мог поддержать позицию Коломейцева в связи с отменой дежурств учёных по судну как ставящую под угрозу выполнение задач экспедиции. Дальнейшая совместная работа двух начальников стала невозможной. Три раза Толль посылал Коломейцева с Расторгуевым в сильную пургу и мороз, при нехватке провизии людям и собакам, на поиски устья Таймыры, а также в порт Диксон и Гольчиху, где были жители. Коломейцев и Расторгуев, будучи людьми военными, не смели нарушить приказ Толля. В первый раз Коломейцев с Расторгуевым отправились в путь 21 января, когда Толль решил отправить экспедицию на материк для организации там угольных баз на острове Котельном и в бухте Диксона. Путникам предстояло проделать путь в 550 километров, которые они должны были пройти по маршруту, некогда проложенному Лаптевым и Миддендорфом, — добраться до устья Таймыры, затем идти вверх по течению через Таймырское озеро, по рекам Россохе и Блудной на Хатангу и далее к Дудинке до станка Рыбное.
Из-за оплошности — забыв примусную иголку, отсутствие которой лишало путников горячей пищи в пути и, соответственно, возможности продолжать путь — 8 февраля походники, не найдя устья Таймыры, вернулись на шхуну. По рассказу Бегичева, Толль, узнав, что вернулся Коломейцев, был сильно недоволен этим событием и сразу ушёл к себе в каюту. Вторая отправка, по мнению Ю. В. Чайковского, была уже сродни преступлению: Толль на этот раз точно знал, что прежняя карта неверна, и всё равно сознательно посылал людей в никуда. Переждав пургу, вновь тронулись в путь 20 февраля, но вернулись, к неудовольствию Толля, уже 18 марта. Путники едва не погибли от нехватки еды и собачьего корма, так как реки Таймыры, вдоль русла которой им следовало двигаться, не оказалось в том месте, где она была нанесена на карту. 5 апреля, отпраздновав Пасху на «Заре», Коломейцев и Расторгуев выступили в третий раз, на этот раз путём более длинным, но который Коломейцев считал более надёжным, — на запад, к Гольчихе — несмотря на недовольство изменением маршрута со стороны Толля. Расторгуев обещал начальнику экспедиции летом присоединиться к партии Воллосовича, после чего вернуться на «Зарю».
Впоследствии это обещание останется неисполненным: Расторгуев отправился вместо этого в другую экспедицию — с американцами. «Неужели мне придётся отправлять почту ещё в четвёртый раз?» — задавался вопросом Толль в своём дневнике. Однако Коломейцев больше не вернулся — с третьей попытки, пройдя 768 вёрст за 40 суток, он и Расторгуев достигли Дудинки и прибыли 14 мая 1901 года в Гольчиху. Коломейцев оказался прав, а Толль ошибался относительно выбора оптимального маршрута: Коломейцев по своему маршруту двигался со среднесуточной скоростью 19 км в сутки, в то время как в первых двух походах по маршруту Толля получалось проходить лишь от 3 до 8 км в сутки. Спустя 18 лет, в 1919 году, норвежцы из экспедиции Амундсена не смогли повторить то, что смог сделать Коломейцев. Эта его поездка имела большое значение и с чисто исследовательской точки зрения: по пути велась маршрутная съёмка, позволившая существенно исправить карту Таймырского полуострова. До мыса Стерлегова Коломейцева провожали Бялыницкий-Бируля и Стрижёв, выполнившие около 500 км маршрутной съёмки, определившие 9 астрономических пунктов и вернувшиеся через 2 месяца на базу с богатым научным материалом, собрав большую коллекцию позвоночных. Наблюдения Бирули за жизнью белых медведей и полярных птиц вошли в его рукопись геоморфологического характера и были представлены в Полярную комиссию Императорской Академии наук. Устья Таймыры Коломейцев в темноте полярной ночи не нашёл, однако в этом походе им была открыта другая река, названная его именем.

Кроме серьёзного риска для жизни Коломейцева и Расторгуева, конфликт между начальником экспедиции и командиром судна, по мнению Ю. В. Чайковского, погубил самого Э. В. Толля. Начальник экспедиции поставил перед Коломейцевым ранее никем не ставившуюся задачу в течение 2 летних сезонов организовать 2 угольных склада: в устье Енисея и на Котельном. Коломейцев предлагал начать с Котельного, аргументируя это тем, что без этого склада «Заря» не могла вернуться на Диксон после обнаружения Земли Санникова. Однако Толль, желавший избавить себя от встречи с Коломейцевым на Котельном, настоял начать с Диксона в устье Енисея, чем, как пишет Чайковский, и погубил экспедицию, так как на 2 склада финансирования у Академии наук не нашлось. Организованный же по распоряжению Толля склад у Диксона так и остался невостребованным. В ответ на просьбу Толля по поводу второго угольного склада Академия предложила ему сократить круг работ, но Толль предпочёл вместо этого просто бросить «Зарю»: «Толль не хотел больше плавать на судне, или просто хотел от него избавиться» — этот «крик души» командира судна лейтенанта Матисена был извлечён из архива П. В. Виттенбургом — а в официальных отчётах Академии наук всё шло более-менее гладко, и в своём донесении президенту Академии наук Толль так объяснял отъезд Коломейцева: 
Удачная организация этих станций зависит от исполнительности того лица, по возможности моряка, которому будет дано это поручение, так как письменные заказы, отправленные отсюда на устье Енисея в Дудино и в г. Якутск, едва ли достигли бы цели. Я не знаю более подходящего для выполнения этой задачи лица, как лейтенант Коломейцев. Он весьма подходящее лицо, между прочим и потому, что он лично знаком с местными условиями на Енисее.
В конце осени зимовщики встретили на одном из островов стадо оленей. Толль помнил и про того оленя с куропаткой, которых они с Колчаком видели около залива Гафнера. Вопрос, почему олени не откочевали на юг, вероятным вариантом разрешения которого было предположение, что они как раз и перебираются с более северной территории, не давал покоя руководителю экспедиции. К тому же в книге Норденшёльда «Плавание на „Веге“» он отметил поразительное замечание о том, что у мыса Челюскин были замечены целые стаи птиц, летевших на юг с какой-то неизвестной северной земли.

#### Неоткрытая Земля Императора Николая II
23 февраля 1901 года лейтенант Матисен и каюр Стрижёв были отправлены в поездку для разведки северных территорий. Эта группа пересекла архипелаг Норденшёльда с юга на север и, дойдя до 77-го градуса, повернула на запад, а затем пошла назад, так как стал подходить к концу запас собачьего корма, расходуемый сверх меры желавшим поскорее вернуться на базу каюром. Матисен был очень близок к открытию острова Цесаревича Алексея, нужно было только пройти 150 километров к северо-востоку от самой северной точки его путешествия. А в 225 километрах севернее этой точки ждала своего открывателя земля, сегодня известная под названием «Северная Земля».
Толль был недоволен действиями Матисена, и через несколько дней тот был отправлен в новое путешествие. Его напарником на этот раз был Носов. Матисен в результате поездки отметил на карте два новых островка архипелага Норденшёльда и, встретив на пути торосы, вновь повернул назад. Если бы вместо Матисена в эти экспедиции ходили столь упорные и настойчивые люди, как Толль и Колчак, результаты могли бы быть кардинально иными. Несмотря на свои наблюдения за животными, Толль не стал менять планы и настойчиво разыскивать землю севернее архипелага Норденшёльда — погнавшись за призраком Земли Санникова, экспедиция Толля в 1901 году не использовала реальный шанс сделать настоящее большое географическое открытие.
4 марта, в день рождения Толля, Колчак, поздравляя руководителя экспедиции, произнёс тост, в котором желал встретить следующий день рождения на Земле Санникова.

В телеграмме Э. Толля, отправленной в апреле 1901 года на имя князя Константина Константиновича, было написано: 

«Заря» прошла все Карское море до Таймырского пролива, где 13 сентября барьер несломанного льда и наступление зимы заставили меня — 76° 8′ — 95° 6′ — стать на зимовку на защищенном рейде вблизи гаваней Актинии и Арчера; во время вынужденных состоянием льда остановок по Таймырскому побережью открыто и исследовано несколько бухт и заливов, добыто во время плавания много научного материала по зоологии и гидрологии. Зимняя ночь прошла благополучно; на магнитно-метеорологической станции производились ежечасные и другие наблюдения. В октябре устроил во фьорде Гафнера депо, куда, как к исходному пункту, отправляюсь на днях с лейтенантом Колчаком для исследования полуострова Челюскина. Другой санной поездкой лейтенанта Матисена в марте месяце исследованы острова, лежащие к северу от места зимовки; лейтенанта Коломейцева отправил к устью Енисея на Дудино с поручением устроить угольные станции. Командиром «Зари» назначил лейтенанта Матисена. Подробности в рапорте. Все члены экспедиции здоровы. Между командой явились после зимней ночи случаи легкого заболевания цингою, все уже здоровы, кроме одного, который ещё поправляется; все в добром духе".

#### Экспедиция к мысу Челюскин
В следующую поездку 6 апреля на мыс Челюскин для съёмок Таймырского полуострова поехали на санях Толль и Колчак. В первые дни в санном походе вместе с учёными участвовали матросы Носов и Железников: первый был каюром у Толля, второй — у Колчака. Из-за нехватки собак все четверо исследователей часто сами впрягались в собачьи упряжки, в остальное время матросы шли справа от нарт, учёные — слева.

Через несколько дней каюров отправили обратно на «Зарю» с одними нартами и, оставив при себе консервов и других продуктов из расчёта на 30 дней, значительную часть продовольствия и 48 кг собачьего корма закопали с подветренной стороны гранитного валуна на южном берегу перед сужением Таймырского залива. Рядом с камнем близ продовольственного склада была воткнута в снег лыжная палка. На всём протяжении своего 500-километрового пути учёные провели топографическую съёмку местности, уточнили очертания берегов, описанных ещё помощником Х. Лаптева штурманом Челюскиным. Колчак на каждой стоянке проводил магнитные наблюдения, но на 10-й день похода для облегчения нарт пришлось оставить и закопать вместе с лишними вещами в снежный откос на берегу моря инклинатор. Дойдя 18 апреля до места близ залива Гафнера, где осенью ими было устроено продовольственное депо, Толль и Колчак с трудом узнали это место: прямо над этим местом, рядом со скалой, был наметён сугроб высотой в 8 метров. Склад начал раскапывать Колчак, по словам Толля, пребывавший в состоянии «трудового экстаза», в то время как руководитель экспедиции охотился на куропаток; потом за лопату взялся и барон. Колчак и Толль потратили на раскопки склада целую неделю, однако снег слежался и стал снизу твёрдым. Раскопки пришлось бросить и попытаться выполнить хоть какие-то исследования, однако от плана дойти до мыса Челюскина в связи с отсутствием доступа к складу уже пришлось отказаться. Колчак как географ хотел двинуться по побережью и произвести его съёмку. Толль же был геологом и хотел идти вглубь тундры полуострова для проведения геологических исследований. Воспитанный на военной дисциплине Колчак не оспаривал решение начальника экспедиции, и следующие 4 дня исследователи двигались по полуострову. Решено было идти к мысу Инклинаторному, где были оставлены небольшие запасы продовольствия; отыскать удалось 8 банок пеммикана, 25 банок гороха, сало и сушёную рыбу для собак. 1 мая Толль сделал 11-часовой марш-бросок на лыжах. На обратном пути стали заканчиваться продукты, собаки выбивались из сил. Толль обратил внимание, что Колчак в эти дни сильно ослабел. Неимоверно устал и сам Толль. Колчак, не обращавший раньше во время зимовки на собак вообще никакого внимания, хватавший расшалившихся щенков за что попало — голову, лапу — и швырявший их за дверь, теперь проникся уважением к собакам и одну из заболевших даже хотел довезти с собой до базы. Толль с Колчаком часто впрягались в нарты сами и тянули лямку наравне с оставшимися собаками, не желавшими уже двигаться без помощи людей. В день проходили около 20 км, однако к началу мая собаки настолько утомились, что уже не могли проходить в сутки более 12 км. Собаки стали очень часто гибнуть от голода; Колчак, привязавшийся к собаке по кличке Печать, предложил не пристреливать её, а довезти до «Зари» полуживую на нартах, на которых уже лежала привязанная сверху Леска. Измученные и голодные учёные не сдавались и продолжали проводить топографическую съёмку, наносить высоты, делать геодезические привязки. Толль отметил, что Колчак выглядел бодрее его самого — тренированного полярника. Устав, он уже готов был ночевать где попало, но Колчаку всегда удавалось настоять на том, чтобы найти подходящее место для ночлега, хотя для этого приходилось ещё идти и идти. Однажды целые сутки путникам пришлось просидеть в палатке — снежный буран не позволял даже ненадолго её покинуть. 9 мая Толль записал в своём дневнике, что питания для собак осталось на 3 дня, а для людей — на 5—6 дней. В один из дней сделал также запись о «скромных итогах» и вообще целесообразности всего похода: 
Спрашивается, каковы будут результаты всех пережитых трудностей и неимоверных лишений? Пока произведена только съёмка побережья на небольшом протяжении к северо-востоку, причём установлено, что… Таймырская бухта ни в коем случае не фиордообразная. Далее, брошен беглый взгляд в глубь полуострова, на скрытый туманами пустынный ландшафт. О геологии этих мест не удалось составить себе ясного представления. И это немногое стоило нам полных лишений более 40 дней тяжелейшей работы и жизни нескольких собак! Вчера после долгого времени я видел маленькую стайку из пяти-шести пуночек, пролетавшую в двух километрах отсюда вглубь страны. В остальном всё мёртво.
 17 мая путники достигли мыса Миддендорфа и двинулись к Таймырскому проливу. Однако Толль и Колчак из-за тумана умудрились не заметить и проскочить свой склад. Поняли это Толль с Колчаком, лишь уйдя от него на целых 5 км. До «Зари» оставалось при этом идти ещё 35 км. Решили не возвращаться. Последние 10 км были самыми трудными — вместо еды выкуривали по трубке. 18 мая в 7 часов утра путники всё-таки дотянули до базы. Поездка Толля и Колчака закончилась через 41 день после их ухода с базы.
Долго потом Колчак и Толль отсыпались в тепле и отогревались чаем с мадерой из личных запасов барона, который после изматывающего похода приходил в себя целых 20 дней. Придя в себя, учёные занялись научными отчётами, тем более что после обследования восточной части Таймыра они оба убедились в том, что соответствующий картографический материал нуждается в существенной корректировке. Колчак, видя своими глазами несоответствие старых географических карт реальности, сделал вывод, что ошибка на картах коренится в определении широты устья реки Таймыры, которая была исходным пунктом Большой Северной экспедиции, описывавшей берега ещё в 1734—1742 годах. В XVIII веке была установлена широта устья реки 75°36’с. ш., а бухта, которую исследовали Толль и Колчак, находилась на 76°17’ с. ш. — разница составляла около 1°, или более 76 км.
По итогам похода учёными была также уточнена полученная от Нансена карта-набросок окрестностей полуострова Таймыр, выполненная норвежцами во время плавания «Фрама».
Составив кроки будущей Карты Таймырского пролива с частью Берега Лейтенанта Харитона Лаптева, Колчак уже 29 мая с доктором Вальтером и Стрижёвым отправился в поездку к складу, который они с Толлем проскочили на обратном пути. По возвращении со склада Колчак сделал подробную съёмку рейда «Зари», а Бируля — другой части береговой полосы. Колчак «не только лучший офицер, но он также любовно предан своей гидрологии», — отмечал Толль. В 1901 году «за обстоятельное обследование географических объектов и морских вод в районе Карского моря», в благодарность за совместно перенесённые тяготы и риск он увековечил имя А. В. Колчака, назвав его именем один из открытых экспедицией островов в Таймырском заливе между 66—68° в. д. в Таймырском заливе, описанный и положенный гидрографом собственноручно на карту, а также выступ суши (мыс) на полуострове Таймыр.
При этом весьма польщённый этой наградой лейтенант Колчак собственноручно нанёс «свой» остров на карту, назвав его северную оконечность в честь своего друга-поэта мысом Случевского. Во время своих полярных походов он назвал другой остров в Карском море в архипелаге Норденшельда в группе островов Литке на 76°30′ с. ш. 95°27′ в. д., а также юго-восточный мыс острова Беннетта именем своей невесты — Софии Фёдоровны Омировой — дожидавшейся его в столице (мыс Софьи сохранил своё название и переименованиям в советское время «по очевидному недосмотру власти» не подвергся). Этот остров был подарен жене А. В. Колчака Русским географическим обществом в 1906 году, когда весь Петербург чествовал Колчака.
Следующее приключение Бирули и Колчака на этой зимовке могло окончиться печально. Они с двумя матросами решили спустить драгу в трещину во льду. Внезапно появилась белая медведица с подросшим медвежонком. Только случайно увязавшийся за людьми пёс смог напугать медведей и заставить их нырнуть в трещину. Около 30 минут пёс лаял, не выпуская медведей из воды; медведица схватила его и утащила под лёд, но он смог вынырнуть обратно и продолжал лаять, пока не подоспели бегавшие за ружьями на базу матросы.
Очень удачной оказалась поездка Колчака с каюром Егором Чикачёвым на охоту для пополнения запасов продовольствия: его добычей стали 5½ оленьих туш, доставленных на базу. До конца зимовки лейтенант Колчак совершит также путешествия к заливу Актиния, на гору Негри, остров Таймыр.

#### В поисках Таймыры
Тем временем льды начали подтаивать, и «Заря» высвободилась из ледового плена. Пока выход из бухты был всё ещё закрыт, Толль решил разрешить загадку с не обнаруженным при поиске по карте устьем реки Таймыры. В начале августа Толль в компании Зееберга и нескольких матросов отправились в поход на каяке. Эта экскурсия длилась более месяца. Толль обнаружил устье в 100 километрах к северу относительно указанного на карте. В эту поездку удалось раскопать и склад на заливе Гафнера, забрав оттуда часть провианта.
10 августа Толль вернулся на «Зарю», а уже через 2 дня началась подвижка льда, и шхуну понесло из бухты в открытое море. Опоздай Толль на 2 дня, и ему пришлось бы остаться на берегу.

### Вторая навигация
|  |

На «Заре» с началом движения льдов немедленно были разведены пары, однако отойти от острова Нансена ледовая обстановка дала возможность лишь 17 августа. 19 августа «Заря» пересекла долготу мыса Челюскин. В честь этого события были подняты кормовой флаг и вымпел с Андреевским крестом и литерой «К» под царской короной, личный вымпел президента Академии наук великого князя Константина Константиновича. Лейтенант Колчак, взяв с собой инструмент для определения широты и долготы, прыгнул в байдарку. За ним последовал и Толль, лодку с которым едва не перевернул неожиданно вынырнувший морж. Колчак и Зееберг здесь провели все астрономические, магнитные, гидрологические исследования, осмотрели несколько стамух, изучили ледяной покров близ берега. Была сделана групповая фотография на фоне сооружённого большого гурия. Этот гурий на северо-западной оконечности мыса Челюскина разобрал в 1918 году Амундсен, а в 1972 году его восстановили под руководством советского гидрографа В. А. Троицкого. К полудню десант вернулся на судно и, дав салют в честь С. И. Челюскина, путешественники отправились в плавание. Сделав расчёты, они также определили широту и долготу мыса — он оказался немного восточнее настоящего мыса Челюскин. Новый мыс назвали именем «Зари». В своё время так же промахнулся и Норденшёльд: так появился на картах мыс «Веги» западнее мыса Челюскин. А «Заря» теперь стала четвёртым судном после «Веги» с её вспомогательным кораблём «Лена» и «Фрама» Нансена, обогнувшим самую северную точку Евразии.
C выходом в море и уходом Коломейцева теперь все вахты выпадали только на долю двоих человек: Матисена и Колчака, обоим приходилось нелегко. Колчак даже был вынужден существенно сократить научную работу «к самым необходимым и крайне узким размерам». Тем не менее он проводил за время плавания весь комплекс гидрологических и гидрохимических анализов, о которых доложил в своих отчётах.
Пройдя мыс Челюскин, «Заря» вышла в неизведанные воды, где ещё никто не плавал: пути экспедиций Норденшёльда и Нансена проходили много южнее. По распоряжению Толля шхуна взяла курс непосредственно к предполагаемому месту нахождения Земли Санникова. Толль пообещал премию первому её увидевшему.
Приблизительно на широте 77°20’ — близ острова Котельный — полярникам преградили путь сплошные льды. Так как видимость была нулевой и поиски «Земли Санникова» в таких условиях теряли смысл, Толль распорядился двигаться к острову Беннетта, где он хотел зазимовать с тем, чтобы в следующем году отправиться к искомой Земле.
В ночь на 29 августа случился редкой силы шторм, судно ложилось на борт, волна накрывала шканцы, собаки барахтались в ледяной солёной воде. В кают-компании с грохотом перевернулся огромный дубовый стол. Стоял на вахте и управлял «Зарёй» в это время лейтенант Колчак; вернувшись с вахты, он не смог даже напиться чаю. После шторма всё застлал туман. Земля Санникова нигде не показывалась. Днём 30 августа мореплаватели подошли к кромке сплошного льда. В момент, когда спала пелена тумана, перед взглядами членов экспедиции предстала стена скалистого мыса Эммы. Над ним возвышался огромный белый ледник. Это был остров Беннетта, который никто бы и не увидел, если бы внезапно не рассеялся туман. «Теперь совершенно ясно, что можно было 10 раз пройти мимо Земли Санникова, не заметив её», — записал вечером Толль в своём дневнике. Остров был окружён поясом льда до 12 миль в ширину и около 4 метров толщиной, поэтому «Заря» не смогла подойти к берегу. Простояв 2 суток в ожидании изменения ледовой обстановки, посоветовавшись с Колчаком и Матисеном, Толль решил возвращаться к острову Котельный, собираясь по дороге ещё раз попытаться проникнуть далеко на север от Новосибирских островов. Во время последней ночной стоянки на шхуну начал наползать лёд, из которого с трудом удалось выбраться и повернуть к Котельному. Дойти на этот раз полярникам удалось до точки с координатами 77°19′ с. ш. 142°10′ в. д., но никаких признаков земли не наблюдалось — дальше стояли непроходимые льды, покрытые туманом.
3 сентября шхуна вошла в Нерпичью бухту у западного берега Котельного и попыталась пробиться к месту стоянки в маленькой гавани в лагуне Нерпалах, защищённой отмелью ото льдов. На берегу путешественники разглядели маленький домик из пла́вника и встречающего их К. А. Воллосовича. Мешало сильное течение, ветер, льды. Несколько раз садились на мель. Колчак попытался закрепить завозной якорь на косе; ещё немного, и эта попытка могла закончиться потерей вельбота среди льдов. Спасло вельбот мгновенно принятое молодым офицером решение перерубить канат и выбросить тяжёлый якорь в воду (позднее Колчак разыскал на дне этот якорь и вернул его на корабль). 5 сентября «Заря» наконец прорвалась в гавань и сразу встала на якорь для ремонта машины и помпы, в которой начала вскипать вода от накопившейся на стенках соли. На борт корабля переправился Воллосович, а также двое участников его экспедиции, один из которых за много лет до этого сопровождал Бунге. Появились на шхуне и Ционглинский с Брусневым. 10 сентября подул северо-восточный ветер, по воде пошёл мелкий лёд.

Окончательно решив остаться здесь, Толль поздравил Матисена с успешным завершением навигации. Плавание продолжалось ровно 25 суток, из которых ходовых было 15. Пройденное за это время яхтой расстояние составило 1350 миль, угля израсходовано 65,7 т. По производственному пересчёту осталось ещё 75 т угля, т.е. на 1549 миль плавания при благоприятных условиях— П. В. Виттенбург

### Вспомогательная геологическая экспедиция К. А. Воллосовича
Вспомогательная партия, начальником которой Толль назначил геолога, кандидата естественных наук К. А. Воллосовича, имела задачей изучение четвертичных отложений и организацию ряда продовольственных складов на Новосибирских островах на маршруте следования Русской полярной экспедиции на юг в случае потери судна.
2 февраля 1901 года Воллосович приехал в Усть-Янск и 28 марта выехал оттуда на Новосибирские острова с санной группой в составе 11 человек при 5 нартах, запряжённых 14 собаками каждая, и при 20 оленях. В состав партии входили ссыльный студент-естественник Ционглинский, ссыльный технолог Бруснев, каюры-промысловики. На Новосибирских островах руководитель вспомогательной экспедиции работу начал с создания продовольственных баз-депо для экспедиции Толля. Весной и летом 1901 года на острова доставлялись тяжёлые грузы. Работа по устройству продуктовых складов была завершена 2 сентября. Всего было сделано 8 таких складов. Кроме того, в ноябре 1901 года партия Воллосовича оставила на острове Котельном 2 хорошо укреплённых и защищённых от песцов и белых медведей амбара с провизией и оленьими шкурами.

### Вторая зимовка: 1901—1902 годов
Толль, встретившись в Нерпичьей губе с участниками вспомогательной экспедиции под руководством Воллосовича, предложил ему перезимовать на судне в качестве участника основной экспедиции, руководствуясь научными соображениями: если Воллосович останется на «Заре», ему будет значительно удобнее вести научную работу по сравнению с условиями в Усть-Янске, поскольку сократит время на разъезды в следующем году по Новосибирским островам для изучения их геологии.
Воллосович планировал в мае вернуться на материк через Усть-Янск, откуда далее следовать вверх по Лене. С ним решили отправить все собранные экспедицией коллекции. На материк также решено было послать Бруснева, Ционглинского и Стрижёва — для покупки пары нарт и доставки почты. Эти решения способствовали поддержанию духа и сил членов научной экспедиции и команды: все с нетерпением ждали возможности получить первую почту за 20 месяцев после ухода из Екатерининской гавани.
Колчак, как и во время первой зимовки на Таймыре, старался не терять времени даром: он покидал стоявшую недалеко от берега «Зарю» при любом случае: вдвоём, втроём, самостоятельно отправлялся он изучать остров Котельный. За время второй зимовки лейтенант совершил две санные поездки, в которых определил несколько астрономических пунктов и произвёл ряд иных работ.
Затёртая льдами «Заря» была превращена в геофизическую и метеорологическую станцию. Силами экспедиции вокруг жилища Воллосовича вскоре был сооружён домик для магнитных исследований, метеорологическая станция и баня, выстроенные из выносимого Леной к морю плавника. Матросы любили, напарившись в бане, выскочить из неё и, повалявшись в снегу, бежать обратно в тепло. В этих развлечениях участвовал и Колчак. Для него это в январе 1902 г. закончилось воспалением надкостницы с высокой температурой. Это был первый случай за всю экспедицию, когда Колчак заболел.
Неудача с поисками Земли Санникова стала сильным разочарованием для Толля, в мае 1900 года именовавшего своё мероприятие «Экспедицией для исследования Земли Санникова и других островов». Пройти Беринговым проливом до Владивостока также не получалось, и результаты экспедиции начинали казаться ему слишком малыми. Несмотря на достигнутые успехи в описании побережья, промеры глубин, которые Колчак делал на протяжении всего пути экспедиции, только обследование неизученного острова Беннетта, по мысли Толля, позволило бы ему достойно отчитаться в Петербурге о результатах экспедиции и вписать её в историю науки. Однако вопрос с «Землёй Санникова» не был ещё для Толля закрыт окончательно, поэтому он принял решение с началом полярного дня отправить Матисена на поиски этой загадочной земли, а после его возвращения самому отправиться в санно-байдарочную экспедицию на Землю Санникова, если она будет найдена, а если же нет — то на остров Беннетта, чтобы там провести третью зимовку. Вместе с Толлем собрался ехать Зееберг. Толль планировал взять в поход и доктора Вальтера. Отправка в путь была запланирована на февраль — март 1902 года.
Во время второй зимовки членам экспедиции предстоял большой объём работ, связанных с изучением и описанием близлежащих островов с геодезической привязкой. Колчак, получивший геологический молоток для сбора образцов четвертичных отложений, и его каюр Стрижёв готовились к обследованию острова Бельковского.
Руководитель экспедиции использовал базу экспедиции для проведения научных бесед с командой, превратив «Зарю» в своего рода «плавучий университет». С докладами по своим тематикам выступали Колчак, Бируля, Зееберг. По вечерам в кают-компании спорили на «философские темы», где сталкивались самые разные взгляды и мнения. Колчак был завсегдатаем этих споров, но не умел спорить тихо. В результате два главных «философа», Колчак и Бируля, были отправлены на один из складов за мясом. В этот период Колчак особенно сблизился с Бирулей. С Матисеном же у него всегда были совершенно противоположные взгляды на вещи; нервный и вспыльчивый Колчак часто вёл спор в обидной для собеседника манере, но мягкий и отходчивый Матисен всё ему прощал.
В декабре стал плохо себя чувствовать врач экспедиции доктор Вальтер. Последнее время его сотрясал кашель, частил пульс, отекали ноги, наблюдалось скрываемое им от всех кровохарканье. Его переселили из сырой кают-компании в бревенчатую поварню Воллосовича. Но 21 декабря 1901 года, прямо во время своего дежурства на метеостанции, доктор умер от расстройства сердечной деятельности, связанного с перенесённым на прошлой зимовке суставным ревматизмом.
Тем временем у Воллосовича стала наблюдаться неврастения, и Толль разрешил ему уехать, не дожидаясь весны. 15 января вместе с завершившим свои работы на Новосибирских островах Воллосовичем до первого жилья на побережье поехал и сам Толль — для получения на Большой земле почты и в надежде преодолеть свой нервный кризис. В начале февраля на зимовье была получена телеграмма президента Академии наук с указанием экспедиции ограничиться исследованием Новосибирских островов и закончить плавание в устье Лены. Стало известно, что обещавший Толлю вернуться на корабль Расторгуев уехал на Чукотку с американской экспедицией, заключив выгодный контракт. Толля он оповестить не посчитал нужным. 30 марта начальник экспедиции вернулся на базу. После этого Матисен отправился на поиски Земли Санникова.
Во время отсутствия Матисена должность капитана исполнял Колчак, назначенный старшим офицером, первым помощником командира судна. Этот период был отмечен резким инцидентом с Бегичевым. Отправив куда-то вахтенного, лейтенант вскоре забыл об этом и стал его искать. Наткнулся на боцмана и стал в резкой форме выяснять, где у него вахтенный. Колчак отличался вспыльчивостью, но был и отходчив. Не считал зазорным признавать свои ошибки, даже перед подчинёнными. С Бегичевым поэтому они вскоре смогли помириться. После извинений Колчака недавние оппоненты настолько сдружились, что Бегичев стал свидетелем на свадьбе Колчака и отправился вместе с лейтенантом на фронт в Порт-Артур.
17 апреля Матисен вернулся с поисков Земли Санникова и доложил, что, пройдя 7 миль от устья реки Решетникова, он упёрся в полынью и повернул назад. Матисен посетил также стрелку Фаддеевского острова, остров Фигурина и Землю Бунге.
В конце апреля приехал новый врач, политический ссыльный В. Н. Катин-Ярцев. Будучи студентом Медико-хирургической академии, Катин-Ярцев состоял в социал-демократическом «Союзе борьбы за освобождение рабочего класса», в 1897 году был осуждён и выслан в Восточную Сибирь. В 1918 году Колчак встретит его в Харбине, где врач-революционер будет спасаться от режима большевиков. Катин-Ярцев продолжил орнитологическую работу своего предшественника доктора Вальтера, но второе направление деятельности умершего, бактериологию, пришлось упразднить из-за недостатка времени и отсутствия руководств.
Хозяйственные функции стал выполнять Колчак, выдававший продукты и даже составлявший меню.
29 апреля Бируля с тремя якутами отправился на остров Новая Сибирь. Перед ним была поставлена задача дожидаться там к концу лета подхода «Зари», которая должна была его подобрать на пути к острову Беннетта.
В первых числах мая Колчак и Стрижёв ездили на Бельковский остров, перейдя 30-километровый  пролив Зари. Колчак объехал остров, произвёл его съёмку и положил его на карту. Также Колчак определил несколько астрономических пунктов. Во время этого похода также были собраны образцы горных пород. К югу от Бельковского Колчак открыл небольшой скалистый остров и назвал его в честь своего каюра — Стрижёва. В северном и западном направлении Колчак также, как и его предшественники, упёрся в полынью.
Вернувшись 12 мая на базу, Колчак и Стрижёв уже через неделю отправились изучать центральную часть острова Котельный. Путники пересекли остров, пройдя поперёк Земли Бунге от устья реки Балыктах до южной оконечности Фаддеевского острова. Посетив Фаддеевский, Колчак вернулся на Котельный, пересёк плато Толля, измерил высоту самой высокой горы острова Малакатын-Тас На реке Балыктах Колчак наблюдал интересное явление, с которым в 1920 году столкнутся солдаты его Восточного фронта в «Ледяном походе». При чрезвычайно сильном морозе река местами промерзает до дна, после чего под напором течения лёд трескается, и вода продолжает течь поверх него, пока вновь не замёрзнет.
Вечером 23 мая барон Толль, астроном Зееберг и двое местных жителей — эвен Николай Протодьяконов (по прозвищу Омук) и якут Василий Горохов (по прозвищу Чичак) — покинули место зимовки на трёх нартах, взяв с собой запас продовольствия чуть больше чем на 2 месяца. Изначально Толль собирался взять в свой поход и Колчака — будь он рядом с руководителем экспедиции, пишет Черкашин, всё могло бы сложиться иначе; однако судно нельзя было оставить в ледовом плавании без опытного офицера.
Толль собирался исследовать остров Беннетта, до этого посещённый лишь экспедицией Де-Лонга в 1879 г., и произвести рекогносцировку с целью обнаружения неизвестной земли. После окончания работ полярников должна была подобрать «Заря». Перед отъездом Толль оставил Матисену пространную инструкцию, а также пакет с надписью «Вскрыть, если экспедиция лишится своего корабля и без меня начнёт обратный путь на материк, или в случае моей смерти», в котором находилось письмо на имя Матисена с передачей ему всех прав начальника экспедиции и изложение предусмотрительно взвешенных мер, которые должен был принять командир, чтобы спасти если не его самого, то состав экспедиции.
«Предел времени, когда вы можете отказаться от дальнейших стараний снять меня с острова Беннетта, определяется тем моментом, когда на „Заре“ будет израсходован весь запас топлива для машины до 15 тонн угля». После этого следовало через материк доставить в Петербург собранные коллекции и немедленно начать организацию новой экспедиции. Сам Толль надеялся самостоятельно добраться до Новосибирских островов, а затем — к устью Лены. Толль объехал на собаках северные берега островов Котельный и Фаддеевский, после чего переправился на остров Новая Сибирь и 21 июня остановился около мыса Высокого, откуда через неделю отправились к острову Беннетта. Четверо суток путешественники плыли на льдине, после чего пересели на байдарку и 21 июля высадились на берегу острова у мыса Эммы. Путь занял 2 месяца, и провиант был на исходе. Перед Толлем теперь вставали задачи проведения исследований, обеспечения пропитания и обратной дороги. Колчак впоследствии говорил по этому поводу:

Действительно, предприятие его было чрезвычайно рискованное, шансов было очень мало, но барон Толль был человек, который верил в свою звезду и в то, что ему всё сойдёт, и пошёл на это предприятие.
Исследователь Синюков считает, что у Толля просто не оставалось иного выхода, так как он «слишком много авансов выдал Академии наук, прессе, коллегам, и вернуться без открытия Земли Санникова уже не мог». Запасы угля на шхуне оставляли желать лучшего, а льды не только не отступали, но и сплачивались вокруг «Зари» ещё плотнее. Потёртая льдами шхуна не могла пробиться не только к «Земле Санникова», но даже к острову Беннетта. Огромные финансовые средства, выданные Толлю в кредит, заставляли барона предпринимать крайние отчаянные шаги. Такими же мотивами, по мнению другого исследователя — Н. А. Черкашина — через 10 лет руководствовался и другой арктический фанатик Георгий Седов, ринувшийся в самоубийственный бросок к Северному полюсу без должной подготовки.
Через несколько дней на базу вернулись провожавшие группу Толля матросы Толстов и Евстифеев. Они привезли очень много камней для геологической коллекции, собранной близ стана Дурново руководителем экспедиции. Толль забрал у них нарту со стальными полозьями, отдав им одну из своих с деревянными полозьями: снег таял в дневное время и, прилипая к полозьям, затруднял движение путников.

### Навигация 1902 года
1 июля, вырвавшись из льдов при помощи взрывов, «Заря» вышла на внешний рейд, однако тут же была затёрта льдами, которые стали уносить судно на юго-восток. В кают-компании в это время развлекались, выпуская «Журнал кают-компании», где размещались юмористические сочинения в стихах или прозе. Колчак написал для «Журнала» заметку «Ожесточение нравов гг. членов Русской полярной экспедиции». В стиле разоблачительной сенсации Колчак описывал попытки своих коллег по экспедиции выкормить принесённых кем-то на корабль двух совят. 31 июля полярный день закончился, и к этому времени беспомощно дрейфующий корабль был отнесён к Ляховским островам. 3 августа это невольное путешествие завершилось.
Только спустя месяц борьбы со льдами «Заря» смогла предпринять попытку обойти с запада остров Котельный и подойти к Новой Сибири: 8 августа, проведя некоторые необходимые судовые работы, экспедиция отправилась в направлении острова Беннетта. Однако в навигацию 1902 года ледовая обстановка оказалась ещё сложнее, чем в предыдущем году: к северо-западным и северным берегам островов Котельный, Фаддеевский и Новая Сибирь были прижаты массы льда. По словам Катина-Ярцева, надежды дойти морем до Беннетта было мало — поэтому решили дойти хотя бы до Новой Сибири, чтобы снять партию Бирули. Согласно этим воспоминаниям, вначале экспедиция собиралась идти проливом между островами Бельковский и Котельный. Когда же проход оказался закрыт, Матисен и Колчак, которого командир в сложной ситуации всегда привлекал как имеющего штурманский опыт плавания в Индийском и Тихом океанах, проложили новый курс: судно стало огибать Котельный с юга, чтобы через Благовещенский пролив пройти к мысу Высокому и забрать Бирулю. 11 августа обошли мыс Медвежий и вошли в пролив, двигаясь далее на север. Здесь Колчак, оставшийся по сути единственным из научного состава, смог провести первую в навигацию 1902 года гидролого-зоологическую станцию: взял пробы грунта, воды, провёл измерение температуры на глубинах и близ поверхности, измерил плотность воды, после чего было проведено драгирование и траление. В мелководном проливе судно получило повреждения, появилась течь. До Высокого оставалось миль пятнадцать, но Матисен поосторожничал и решил попробовать обойти Новую Сибирь с южной стороны. К 16 августа «Заря», согласно задуманному плану, полным ходом шла к северу.
Матисен и Колчак подолгу находились на мостике и всматривались в не предвещавшую ничего хорошего ледовую обстановку. Две попытки подойти к острову Беннетта со стороны Котельного или хотя бы к мысу Высокому на Новой Сибири оказались тщетными, для «Зари» оставался единственный выход — немедленно двигаться в восточном направлении сквозь густой, но разбитый лёд, так как проход сужался, и судно в любой момент могло быть затёрто льдами. Однако уже 17 августа лёд заставил Матисена повернуть назад. Решено было предпринять ещё попытку пройти с запада, теперь уже не между Котельным и Бельковским, а западнее второго — Колчак считал, что там мог находиться разреженный лёд, что могло дать шанс на плавание к острову Беннетта.
К 23 августа на «Заре» оставалась минимальная норма угля, о которой говорил в своей инструкции Толль (8 тонн). Даже если бы Матисен смог подойти к острову Беннетта, на обратный путь угля уже не оставалось. Ни одна из предпринятых попыток не позволила приблизиться к острову Беннетта ближе чем на 90 миль. Матисен, потеряв надежду на улучшение состояния льдов, отказался от снятия оставшихся на Новой Сибири и острове Беннетта и решил следовать в бухту Тикси. Матисен не мог повернуть на юг, не посоветовавшись с Колчаком. Как пишет историк П. Н. Зырянов, Колчак, скорее всего, также не видел иного выхода, по крайней мере впоследствии он никогда не критиковал этого решения Матисена и не отмежёвывался от него.
Среди авторов, писавших на тему гибели Толля, только советский учёный профессор В. Ю. Визе — полярник и известный специалист по Арктике — считал, что «это решение стоило жизни Толлю и его спутникам», фактически обвиняя этим Матисена. С Визе был категорически не согласен моряк и учёный Н. Н. Зубов:

Рисковать зимовкой в открытом море среди льдов, притом рисковать после уже проведённых двух зимовок с недостаточным запасом угля и провизии, было нельзя. Да и сам Толль оставил Матисену приказание идти в Тикси после уменьшения запасов угля до пределов, необходимых для возвращения. Никто из современников, знавших обстоятельства дела, Матисена не осуждал.
И всё же Матисен предпринял безуспешные попытки снять с Новой Сибири хотя бы партию А. А. Бялыницкого-Бирули. Однако, в конце концов, не добившись цели, чётко следуя инструкции руководителя экспедиции и не имея в сложившемся положении иного выхода, командир судна был вынужден направить «Зарю» к материку.
25 августа искалеченная льдами «Заря» еле доползла до устья Лены, вошла в залив Буор-Хая и подошла к берегу в бухте Тикси — на вечную стоянку — отсутствие угольной базы в устье Лены или на острове Котельном не позволяло провести 3-ю зимовку. Здесь размещался в своей поварне М. И. Бруснев. Он рассказал, что на мысе Быковском живут люди: норвежец И. И. Торгенсен — бывший матрос с «Лены», которая сопровождала «Вегу» во время экспедиции Норденшельда 1878—1879 гг., а теперь курсировала по маршруту Якутск — Булун. Так как пароход ещё не подошёл, Матисен попробовал провести шхуну с осадкой 16 футов в дельту Лены. Колчак на шлюпке с боцманом и двумя матросами начали делать промеры глубины Быковской протоки, однако за 3 дня фарватер нужной глубины найден не был. 30 августа в бухту Тикси вошла «Лена» — тот самый вспомогательный пароход, что обогнул когда-то мыс Челюскин вместе с «Вегой». Опасаясь ледостава, капитан парохода дал экспедиции на сборы всего 3 дня. Колчак отправился на «Лене» на поиски более удобной стоянки для «Зари» и нашёл укромный тихий уголок в бухте близ реки Сого за маленьким островом, который он назвал именем Бруснева. Туда и отвели «Зарю», с которой на борт парохода были перегружены все наиболее ценные коллекции и оборудование. Бруснев оставался в селении Казачьем и должен был приготовить оленей для группы Толля, а в случае, если тот не появится до 1 февраля, ехать на Новую Сибирь и ждать его там.
2 сентября «Лена» отошла от причала. «Заря» с одним человеком на борту последний раз отсалютовала флагом. Капитану «Лены» А. Ю. Юршевскому помогали два лоцмана-якута, моряки слабые, но без которых обойтись бы вообще не получилось. Лоцманы, которым фарватер был неизвестен, правили наугад и постоянно цепляли отмели днищем. Матисен и Колчак пытались помогать лоцманам, но пароход всё же сел вскоре на мель, и, в связи с ограниченным количеством еды, пришлось ввести общий для всех паёк. «Продовольственным диктатором» избрали Колчака. Впервые в жизни в трудный момент он оказался наделён диктаторскими полномочиями. 10 сентября от сепсиса умер раненый случайным выстрелом матроса Безбородова кочегар Носов.
Во время плавания на «Лене» Матисен и Колчак разработали план по оказанию помощи предоставленным самим себе после ухода «Зари» партиям Толля и Бялыницкого-Бирули. Согласно плану, в случае, если эти группы не появятся самостоятельно на материке, в начале февраля на Новосибирские острова — навстречу им — должен был поехать Бруснев, предварительно приготовивший 6 хороших нарт и докупивший к имеющимся на «Заре» экспедиционным собакам ещё несколько. В случае, если Толль и Бируля своими силами вернутся на материк, их у реки Чай-Поварня близ Святого Носа должны были ожидать ещё осенью заготовленные Брусневым ездовые олени, на которых полярники могли добраться до Казачьего.
30 сентября пароход подошёл к Якутску. В начале декабря 1902 года Колчак добрался до Санкт-Петербурга, где вскоре занялся подготовкой экспедиции, целью которой было спасение группы Толля. Вместе с Матисеном в столице они вдвоём сделали всё, чтобы команда шхуны «Заря» полностью получила жалование и вознаграждение за безупречную работу в экспедиции Толля.

#### Судьба группы Толля и группы Бирули
21 июля группа Толля прибыла на остров Беннетта. Учитывая запланированное на середину августа прибытие «Зари», руководитель мог либо обследовать остров, либо обустраивать лагерь на острове и заготавливать продукты на зиму. Второй вариант предполагал зимовку на острове: экспедиция теряла смысл, если бы, заготовив продукты, Толль сел затем на «Зарю» и покинул неисследованный остров. Склонный к принятию рискованных решений, Толль пошёл на риск и в этот раз, решив сосредоточить все силы на исследовательской работе и сделать ставку на приход «Зари». Бесконтрольно распоряжаясь властью, на этот раз Толль погубил себя и троих своих спутников. Он исследовал остров, выяснил, что его площадь составляет около 200 квадратных вёрст, высота над уровнем моря 457 метров. Было изучено геологическое строение острова. Толль увидел и записал, что в долинах острова встречаются «вымытые кости мамонта и других четвертичных животных». Животный мир включал медведей, моржей, оленей (стадо в 30 голов); с севера на юг пролетали гусиные стаи.
Группа Толля обеспечила себе кров, соорудив из пла́вника поварню. Этот же наличествовавший в избытке плавник мог служить и топливом. Гораздо хуже было с провиантом. Колчак писал, что «по какому-то недоразумению партией барона Толля не было использовано удобное время для охоты и не было сделано никаких запасов». Для удовлетворения текущих потребностей в пище вели охоту на оленей. Были убиты также 3 медведя, мяса которых хватило бы на несколько месяцев, однако оно было брошено на льду.
Когда стало понятно, что «Заря» уже не придёт, стрелять и заготавливать птиц было поздно: в поварне экспедицией Колчака было обнаружено не более 30 патронов для дробовика. Медведя свободно подстрелить тоже можно далеко не всегда. Олени ушли с острова Беннетта на юг осенью, вслед за ними пришлось уходить и людям.
26 октября 1902 года партия Толля двинулась с острова на юг. Записка Толля, обнаруженная позднее Колчаком, оканчивалась словами:

Отправляемся сегодня на юг. Провизии имеем на 14—20 дней. Все здоровы. 26 октября 1902 г.
Экспедиция Колчака обследовала все острова Новосибирской группы, однако следов группы Толля нигде так и не обнаружили. По-видимому, она погибла во время перехода по льду с острова Беннетта на Новую Сибирь. Оставленные для неё на южном направлении запасы продовольствия остались нетронутыми.
Партия Бирули, не дождавшись в конце лета прихода «Зари», соорудила на западном берегу острова Новая Сибирь пригодную для зимовки поварню и в ноябре 1902 года, когда лёд окончательно встал, совершила благополучный переход с острова на материк, прибыв в Казачье в начале декабря.

## Достижения и научное значение экспедиции барона Толля
|  |

Научно-практические результаты экспедиции оказались высоки. Экспедиция положила начало комплексному исследованию арктических морей и суши. Значительные результаты были достигнуты, прежде всего, в описании побережья и промерах глубин, которые учёные делали на всём пути экспедиции. Это особенно важно, если учитывать, что предыдущие экспедиции под руководством Нансена и Норденшёльда систематических съёмок и промеров глубин не вели. Как отмечает П. В. Зырянов, это видно из простого сравнения современных очертаний полуострова Таймыр и тех, что дают карты начала XX века. Группа Толля ценой жизни её участников обследовала неизученный остров Беннетта, собрав геологическую коллекцию.
По результатам работ экспедиции была составлена геологическая карта полуострова Таймыр и острова Котельный. Краткий физико-географический и биологический очерк северного побережья Сибири содержит сведения о климате, гидрографии, геологии, орографии, животном и растительном мире Таймыра и Новосибирских островов. На материалах экспедиции Колчак выполнил фундаментальное исследование, посвящённое льдам Карского моря и моря Лаптевых, представлявшее собой новый шаг в развитии полярной океанографии, а как гидрохимик занимался измерением солёности, собирал пробы растворённых в морской воде газов, запланировав посвятить этой стороне исследований отдельную работу. Как участник экспедиции Колчак выполнял всевозможные работы и поручения, но как учёный-исследователь одновременно он занимался изучением «метаморфоз льда», что и составило материал для монографии «Лёд Карского и Сибирского морей», занимающей более 170 страниц с приложением 11 таблиц и 24 фотографий разных форм льда, автор, в числе прочего, не только сформулировал основные направления происходящего под влиянием ветров и течений движения льдов в районе Новосибирских островов, но и предложил схему движения арктического пака для всего полярного бассейна. Собранный Колчаком гляциологический материал не потерял актуальности даже сегодня. К примеру, известный учёный, лауреат двух Государственных премий академик РАН А. П. Лисицын на научных конференциях многократно ссылался на арктические исследования А. В. Колчака, указывая на их значение для современной океанологии.
Научные результаты, собранные Русской полярной экспедицией Академии наук, оказались весьма значительными и включали данные в области метеорологии, океанографии, земного магнетизма, гляциологии, физической географии, ботаники, геологии, палеонтологии, этнографии, полярных сияний. Стало очевидно, что для их научной обработки потребуется много лет: они действительно были обработаны в течение 10—15 лет и изданы в «Известиях Российской Академии наук», в навигационных картах и лоциях арктических морей. Публикация научных трудов РПЭ сама по себе оказалась достаточно дорогостоящим делом: сохранившаяся смета расходов на издание трудов экспедиции с 1904 по 1911 гг. свидетельствует о том, что оно во много раз превысило стоимость самой шхуны «Заря», на которой в течение 3 лет жили и плавали 20 человек.
По мнению исследователя Н. А. Черкашина, экспедиция Толля имела и особый «провиденческий смысл»: она проводилась больше в интересах Военно-Морского флота, чем в интересах Академии наук, ведь кроме поисков Земли Санникова полярники разыскивали и выходы каменного угля, чтобы обеспечить кораблям, идущим с запада на Камчатку и во Владивосток, заправку на середине пути.

## Русская полярная экспедиция в искусстве и историографии
При советской власти история экспедиции искажалась, замалчивались роль и заслуги Толля и, в первую очередь, Колчака — как учёного-океанолога и отважного исследователя Арктики. Замалчивались его научные труды, получившие признание мировой общественности. Несмотря на то, что деятельность будущего Верховного правителя России как полярного исследователя оставалась в «полутени», советские учёные использовали его труды, но обычно без ссылок на автора.
Так, в изданной в 1960 г. книге П. В. Виттенбурга 41-дневное 500-километровое обследование Толлем и Колчаком полуострова Таймыр с 7 апреля по 18 мая 1901 года изложено в сильно искажённом виде, а имя Колчака вообще не упоминается.
Примером фильтрации исторических фактов советской цензурой является и изданная в 1985 г. книга И. П. Магидовича и В. И. Магидовича «Очерки по истории географических открытий». В ней авторы довольно подробно описали экспедицию Толля 1900—1902 года (а также его экспедиции 1885—86 и 1893 годов), из участников Русской полярной экспедиции упомянули Толля, Матисена, Коломейцева, Расторгуева, Зееберга, Бегичева, но ни разу не назвали Колчака. Спасательная экспедиция Колчака 1903 года описана Магидовичами в абзаце, где рассказывается о вкладе в географические открытия Бегичева — будущего открывателя острова Малый Бегичев. При этом начальник и организатор спасательной экспедиции 1903 года традиционно не назван.
Эта традиция замалчивания даёт о себе знать и в наши дни. Так, в 2000 году — в год 100-летия Русской полярной экспедиции — это событие было обойдено молчанием как российской общественностью, так и научными кругами.
Даже изданный за границей в 1909 году дневник барона Толля, хранившийся на яхте «Заря» и, согласно завещанию его владельца, переданный его жене, в СССР был опубликован в 1959 году в переводе с немецкого в сильно урезанном виде: барон Толль в своих записках много места посвятил лейтенанту Колчаку и положительным оценкам его работы в ходе экспедиции.
Одним из известных эпизодов в этой кампании стало переименование в 1939 году острова в Арктике, названного Толлем именем Колчака — в память о заслугах последнего как учёного в ходе арктической экспедиции. Как пишет историк В. В. Синюков, «репрессиям подверглись не только люди и их труды, но и целые острова»: в конце 30-х годов острову советские власти дали имя матроса с «Зари» Расторгуева. Переименование произошло, несмотря даже на возникавшую в связи с ним очевидную топономическую несуразицу: остров с таким же названием уже был на картах и находился в Пясинском заливе — вблизи острова Колчака! Менее известен эпизод с переименованием по тем же соображениям мыса Колчака — ему в период этой кампании дали имя писателя К. К. Случевского.
Писавший в своей биографической работе 1998 года о увековечивании памяти лейтенанта Колчака бароном Толлем уральский историк И. Ф. Плотников каялся в этой книге в лично отданной дани политике умолчаний и искажений советского времени:

Однако и до настоящего времени возможности узнать какие-то подробности о Колчаке очень ограничены. Расширяются они пока медленно. В публикациях о Колчаке последних лет в отечественной литературе сделан заметный шаг к пересмотру советских оценок его деятельности и роли… впервые за семидесятилетнюю советскую историю, в условиях гласности, появилась возможность говорить читателю правду. Автор этих строк, как историк, занимаясь проблематикой гражданской войны, подпольной работы коммунистов, других политических сил, партизанским движением на Урале и в Сибири, в оценках деятельности А. В. Колчака отдал дань тогдашним непременным установкам — ленинской концепции. Об этом приходится сожалеть.— Плотников И. Ф. Александр Васильевич Колчак. Жизнь и деятельность
В 1926 году в СССР вышел роман В. А. Обручева «Земля Санникова», по мотивам которого в 1973 году был поставлен одноимённый фильм с участием О. Даля, В. Дворжецкого, Ю. Назарова, Г. Вицина и М. Эсамбаева. В первых строках романа Обручев описывает заслушивание на заседании Императорского Русского географического общества доклада экспедиции, «снаряжённой для поисков пропавшего без вести Толля и его спутников», из уст неназванного «морского офицера, совершившего смелое плавание в вельботе через Ледовитое море с Новосибирских островов на остров Беннетта, на который высадился барон Толль, оттуда не вернувшийся»; упоминается «мужественное лицо докладчика, обветренное полярными непогодами, остававшееся в полутени зелёного абажура лампы, освещавшей рукопись его доклада на кафедре и его флотский мундир с золотыми пуговицами и орденами». Несколько абзацев передают почти дословно содержание доклада лейтенанта Колчака, сделанного 10 января 1906 года на общем собрании отделений математической и физической географии Русского географического общества, равно как и выводы о том, что партия Толля погибла, а Земли Санникова не существует.

…докладчик — морской офицер с мужественным лицом — это, несомненно, А. В. Колчак. Неназванный и неузнанный, он со страниц известного романа, многократно переиздававшегося, долгие годы вёл разговор с отечественным читателем — все те годы, когда о его подвигах запрещалось говорить и его имя отовсюду вычёркивалось.— Зырянов П. Н. Адмирал Колчак, верховный правитель России

## Комментарии
1. ↑  Например, книга Адольфа Норденшёльда «Шведская полярная экспедиция 1878-79 г. Открытие Северо-восточного прохода» начата словами: «Арктические экспедиции, отправлявшиеся из Швеции в течение последних лет, приобрели глубокое национальное значение».
2. ↑  Даты в статье даны по старому стилю.
3. ↑  Фаддеевский - не остров, а полуостров острова Котельный, составляющий с Землёй Бунге и западной частью острова Котельный единый массив суши, однако на многих картах XX века значился как остров.